# Talatsaari (ö i Pihtipudas)
Talatsaari är en liten ö i Finland. Den ligger i sjön Kolima och i kommunen Pihtipudas i den ekonomiska regionen  Saarijärvi-Viitasaari och landskapet Mellersta Finland, i den centrala delen av landet, 400 km norr om huvudstaden Helsingfors. Öns area är 6,6 hektar och dess största längd är 410 meter i öst-västlig riktning.